# Geranium neglectum
Geranium neglectum är en näveväxtart som beskrevs av Carolin. Geranium neglectum ingår i släktet nävor, och familjen näveväxter. Inga underarter finns listade i Catalogue of Life.